# Miriam Díaz Aroca
Margarita Míriam Díaz Aroca (Aranjuez, 4 de marzo de 1962), conocida como Míriam Díaz-Aroca, es una actriz, periodista y presentadora española.

## Biografía
Nació el 4 de marzo de 1962 en Aranjuez (Madrid), pero se crio en Santander (Cantabria), creciendo en el barrio de La Albericia. Estudió Periodismo en la Universidad Complutense de Madrid. Empezó trabajando en Radio Minuto Fórmula de la Cadena SER, como locutora y técnico de control.
Su primera aparición ante las cámaras de televisión fue en el programa musical Aplauso, en 1979, como concursante en la sección La juventud baila, presentada por José Luis Fradejas quedando en tercera posición detrás de la cántabra Edel Bezanilla y de la madrileña Rosa María Velasco, que ganó un premio de 25 000 pesetas. Profesionalmente debutaría acompañando a Javier Basilio en el concurso El bote de Don Basilio, que se emitía en el programa de Jesús Hermida Por la mañana (1987-88). Posteriormente pasó a presentar un programa infantil llamado Cajón desastre (1988-1991). Presentó el concurso de Un, dos, tres... junto a Jordi Estadella (1991-1993). Se encargaba de contabilizar las respuestas acertadas, dirigir la fase de Eliminatoria y participar en números musicales en la subasta. Por su experiencia con los niños, en los programas infantiles intercambia sus funciones con Jordi Estadella.
En 1990 lanzó un disco con 11 canciones llamado Chicos del sello CBS, el cual tiene como éxito Merlín la versión en español de Shattered Dreams del grupo inglés Johnny Hates Jazz.
En cine, Pedro Almodóvar la seleccionó para interpretar un pequeño papel de locutora para sordos en la película Tacones lejanos (1991). Su consagración como actriz le llegaría con el personaje de Clara en la oscarizada Belle Époque (1992), de Fernando Trueba.
También participó en la serie La casa de los líos (1996-1999) de Antena 3, junto a Arturo Fernández, sustituyó a Paz Padilla en el papel protagonista de la serie ¡Ala... Dina! (2001-2002), y entre 2004 y 2006 interpretó el papel de Claudia Valladares en Mis adorables vecinos. También en 2006 participó en el concurso ¡Mira quién baila!. En 2009, José Luis Moreno le dio el papel protagonista en la serie ¡A ver si llego!, de la que solo se emitieron cinco capítulos dada su escasa audiencia.
En cuanto a su paso por el teatro, intervino en el Festival de Teatro Clásico de Mérida en 2007 con Lisístrata; protagonizó el montaje de 101 dálmatas en el papel de Cruella de Vil; en 2009 interpretó Adulterios junto a María Barranco; y en 2011 participó, con María Luisa Merlo y Jorge Roelas en la obra de teatro 100 metros cuadrados, de Juan Carlos Rubio.
Es la guionista del espectáculo Madame Noir, de Mónica Naranjo (2011).
En la cuarta y última semana del mes de enero de 2003 fue portada de Interviú.
Es presidenta de la Fundación Eligete, por la igualdad sin maltratos.

### Vida personal
Reside en Pozuelo de Alarcón (Madrid) y le encanta la naturaleza, hogar, familia, amigos, deportes y pintura. Tiene dos hijos, uno varón (Pedro Luis Llorente Jr., 1994) y otra, mujer (María Washington, 2004). Llegó a ser cuñada de la actriz y presentadora de televisión Belinda Washington cuando estuvo casada con el hermano de esta. A pesar de ello, siguen teniendo una magnífica relación de amistad entre ellas.

## Premios
Se le otorgó el premio Antena de Oro, correspondiente a 1993 por su participación en Noches de gala. También fue premiada al TP de Oro de 1990 y de 1991 como mejor presentadora por Cajón desastre. También recibió el Premio Menina 2018, por el gobierno de España, por la implicación activa y comprometida con la violencia de género.

## Filmografía

### Películas
| Año  | Título                         | Personaje                    | Director                  |
| ---- | ------------------------------ | ---------------------------- | ------------------------- |
| 1991 | Tacones lejanos                | Isabel                       | Pedro Almodóvar           |
| 1992 | Belle Époque                   | Clara                        | Fernando Trueba           |
| 1996 | Los Porretas                   | Candelaria                   | Carlos Suárez             |
| 1997 | Carreteras secundarias         | Estrella                     | Emilio Martínez Lázaro    |
| 2000 | El paraíso ya no es lo que era | Mariángeles                  | Francesc Betriu           |
| 2001 | La mujer de mi vida            | Flora                        | Antonio del Real          |
| 2004 | Isi/Disi. Amor a lo bestia     | Madrastra de Vane            | Chema de la Peña          |
| 2004 | XXL                            | Andrea                       | Julio Sánchez Valdés      |
| 2012 | Clara no es nombre de mujer    | Sagrario                     | Pepe Carbajo              |
| 2017 | Yerma                          | Yerma                        | Emilio Ruiz Barrachina    |
| 2018 | Me llamo Gennet                | Carmen Corcuera              | Miguel Ángel Tobías       |
| 2018 | Bernarda                       | Poncia                       | Emilio Ruiz Barrachina    |
| 2020 | La cripta, el último secreto   | Esposa Templaria             | Pablo Ibáñez              |
| 2020 | El secreto de Ibosim           | Mari Ángeles                 | Miguel Ángel Tobías       |
| 2022 | ¡Sálvese quien Putin!          | Camila Parker Bowles         | José Mota e Isaac Cantero |
| 2022 | El abrazo del dragón           | Tía Elena                    | Víctor Brossa             |
| 2023 | Saben aquell                   | Presentadora 'Un, dos, tres' | David Trueba              |
| 2024 | La pura realidad               | Pura                         | Joaquín Gómez             |

### Cortometrajes
| Año  | Título                    | Personaje | Dirección                    |
| ---- | ------------------------- | --------- | ---------------------------- |
| 2021 | Votamos                   | Maite     | Santiago Requejo             |
| 2017 | El chupete: Feliz Navidad | Míriam    |                              |
| 2017 | El casamiento             | Toñi      | Víctor Quintero y Sergio Rey |
| 1996 | Chicles                   | Chica     | David G. Delser              |

### Televisión

#### Series
| Año        | Título                  | Cadena                          | Personaje               | Episodios     |
| ---------- | ----------------------- | ------------------------------- | ----------------------- | ------------- |
| 1995       | La Revista              | La 1                            | Doña Condesa            | 2 episodios   |
| 1996       | Hostal Royal Manzanares | La 1                            |                         | 1 episodio    |
| 1996-2000  | La casa de los líos     | Antena 3                        | Manuela                 | 101 episodios |
| 2000       | Manos a la obra         | Antena 3                        | Diana                   | 3 episodios   |
| 2001-2002  | ¡Ala... Dina!           | La 1                            | Dina                    | 26 episodios  |
| 2004       | Ana y los 7             | La 1                            | Actriz de TV            | 1 episodio    |
| 2004       | Casi perfectos          | Antena 3                        | Tania                   | 1 episodio    |
| 2004-2006  | Mis adorables vecinos   | Antena 3                        | Claudia Valladares      | 62 episodios  |
| 2009       | ¡A ver si llego!        | Telecinco                       | Pepa                    | 6 episodios   |
| 2018       | Paquita Salas           | Netflix                         | Ella misma              | 1 episodio    |
| 2019       | Servir y proteger       | La 1                            | Berta                   | 12 episodios  |
| 2019, 2021 | Toy Boy                 | Antena 3, Netflix y Atresplayer | Luisa García            | 10 episodios  |
| 2023       | 4 estrellas             | La 1                            | Lourdes                 | 12 episodios  |
| 2023-2024  | Amar es para siempre    | Antena 3                        | Elena Santacruz Iriarte | 148 episodios |

#### Programas
| Año       | Título                  | Cadena    | Notas        |
| --------- | ----------------------- | --------- | ------------ |
| 1987-1988 | Por la mañana           | La 1      | Presentadora |
| 1989-1990 | Cajón desastre          | La 1      | Presentadora |
| 1991-1993 | Un, dos, tres...        | La 1      | Presentadora |
| 1993-1994 | Noches de gala          | La 1      | Presentadora |
| 1994-1995 | No te rías que es peor  | La 1      | Presentadora |
| 1995      | Aquí jugamos todos      | La 1      | Presentadora |
| 2006      | ¡Mira quién baila!      | La 1      | Concursante  |
| 2006      | Empieza el espectáculo  | La 1      | Presentadora |
| 2013      | Splash! Famosos al agua | Antena 3  | Concursante  |
| 2013      | Cómo nos reímos         | La 2      | Invitada     |
| 2018      | Viva la vida            | Telecinco | Invitada     |
| 2021      | Deluxe                  | Telecinco | Invitada     |
| 2022      | Esta noche gano yo      | Telecinco | Concursante  |
| 2024      | Pekín Express           | HBO Max   | Concursante  |

### Teatro
| Año       | Título                   |
| --------- | ------------------------ |
| 2001-2002 | 101 dálmatas             |
| 2007-2008 | Lisístrata               |
| 2009-2010 | Adulterios               |
| 2010-2012 | 100 Metros Cuadrados     |
| 2011-2012 | Madame Noir (Guionista)  |
| 2012      | Ni para ti, ni para mí   |
| 2014      | Las ranas                |
| 2015      | Insatisfechas            |
| 2015      | Lavar, marcar y enterrar |

### Videoclips
| Año  | Trabajo   | Título       | Notas           |
| ---- | --------- | ------------ | --------------- |
| 2010 | Videoclip | Caso Perdido | De Lara Pinilla |

## Discografía
- Chicos (1990).